# Aura Garrido
Aura Garrido Sánchez (Madrid, 29 maggio 1989) è un'attrice spagnola.

## Filmografia parziale

### Cinema
- Planes para mañana, regia di Juana Macías (2010)
- Ghost Academy (Promoción fantasma), regia di Javier Ruiz Caldera (2012)
- El cuerpo, regia di Oriol Paulo (2012)
- Los ilusos, regia di Jonás Trueba (2013)
- Stockholm, regia di Rodrigo Sorogoyen (2013)
- Viral, regia di Lucas Figueroa (2013)
- Asesinos inocentes, regia di Gonzalo Bendala (2015)
- Vulcania, regia di José Skaf (2015)
- La reconquista, regia di Jonás Trueba (2016)
- La ragazza nella nebbia (La niebla y la doncella), regia di Andrés M. Koppel (2017)
- Cold Skin - La creatura di Atlantide (Cold Skin), regia di Xavier Gens (2017)
- L'avvertimento (El aviso), regia di Daniel Calparsoro (2018)
- Solo, regia di Hugo Stuven (2018)
- The Goya Murders - L'arte di uccidere (El asesino de los caprichos), regia di Gerardo Herrero (2019)
- Il silenzio della città bianca (El silencio de la ciudad blanca), regia di Daniel Calparsoro (2019)
- Malnazidos - Nella valle della morte (Malnazidos), regia di Alberto de Toro e Javier Ruiz Caldera (2020)
- Alguien que cuide de mí, regia di Daniela Fejerman e Elvira Lindo (2023)

### Televisione
- Fisica o chimica (Física o química) - serie TV, 4 episodi (2009)
- De repente, los Gómez - serie TV, 10 episodi (2009-2010)
- La pecera de Eva - serie TV, 31 episodi (2010)
- Crematorio - serie TV, 8 episodi (2011)
- Ángel o demonio - serie TV, 22 episodi (2011)
- Imperium - serie TV, 6 episodi (2012)
- Hermanos - serie TV, 6 episodi (2014)
- Las aventuras del capitán Alatriste - serie TV, 13 episodi (2015)
- El día de mañana - serie TV, 6 episodi (2018)
- El ministerio del tiempo - serie TV, 28 episodi (2015-2020)
- Suburbia killer (El inocente) - miniserie TV, 7 episodi (2021)
- Un affare privato (Un asunto privado) - serie TV, 8 episodi (2022)
- Invisibile - miniserie TV, (2024)

## Doppiatrici italiane
Nelle versioni in italiano delle opere in cui ha recitato, Aura Garrido è stata doppiata da:
- Gea Riva in Ghost Academy, Invisibile
- Angela Brusa ne L'avvertimento
- Veronica Puccio in Solo
- Eleonora Reti ne Il silenzio della città bianca
- Eva Padoan in Suburbia Killer

## Premi
- Medallas del Círculo de Escritores Cinematográficos
  - 2014: "Mejor Actriz" (Stockholm)
- Fotogramas de Plata
  - 2016: "Mejor Actriz de TV" (El ministerio del tiempo)
- Festival di Malaga
  - 2010: "Mejor Actriz de Reparto" (Planes para mañana)
  - 2013: "Mejor Actriz" (Stockholm)
- Premi Ondas
  - 2018: "Nacionales de televisión: Mejor actriz" (El día de mañana)
- Unión de Actores y Actrices
  - 2017: "Protagonista TV - Categoría Femenina" (El ministerio del tiempo)
- Premi Iris
  - 2016: "Mejor Actriz" (El ministerio del tiempo)
- Premi Sant Jordi
  - 2014: "Mejor Actriz Española" (Stockholm)
- Premi Feroz
  - 2017: "Best Lead Actress in a Series" (El ministerio del tiempo)
- Blogos de Oro
  - 2018: "Mejor Actriz en una serie" (El ministerio del tiempo)